# Костшеви (Вармінсько-Мазурське воєводство)
Костшеви (пол. Kostrzewy, нім. Zehnhuben) — село в Польщі, у гміні Єзьорани Ольштинського повіту Вармінсько-Мазурського воєводства.
Населення — 74 особи (2011).
У 1975-1998 роках село належало до Ольштинського воєводства.

## Демографія
Демографічна структура станом на 31 березня 2011 року:
|          | Загалом | Допрацездатний вік | Працездатний вік | Постпрацездатний вік |
| -------- | ------- | ------------------ | ---------------- | -------------------- |
| Чоловіки | 33      | 11                 | 20               | 2                    |
| Жінки    | 41      | 13                 | 22               | 6                    |
| Разом    | 74      | 24                 | 42               | 8                    |